# Ел Џаф
Ел Џаф (арап. الجوف‎) је град у југоисточној Либији и главни град општине Ел Куфра. Према попису из 1984, у граду је живело 17.320 становника. У граду годишње падне минимална количина кише (у просеку 2,5 милиметара), а просечне летње температуре су изнад 37,8 °C Град се налази на једној од највећих оаза у басену Куфра.